# Lipówka (Miąsowa)
Lipówka – część wsi Miąsowa położona w Polsce, w województwie świętokrzyskim, w powiecie jędrzejowskim, w gminie Sobków.
W latach 1975–1998 Lipówka administracyjnie należała do województwa kieleckiego.